# Едроплощен кофраж
Едроплощен кофраж (ЕПК) е технология за строителство на сгради от монолитен стоманобетон, при която се използват едроразмерни вертикални (до 16 m²) и хоризонтални (до 24 m²) кофражни платна за многократна употреба. Индустриализиран метод на строителство, изискващ средства за вертикален транспорт. В зависимост от последователността на изпълнение на вертикалните и хоризонтални елементи на етажната конструкция се дели на технология за разделно (едроплощен кофраж) и едновременно (тунел кофраж) изграждане. Етажната конструкция в план се изпълнява на части (тактове), които са оптимирани в технологичен проект.
Едроплощен кофраж в кофражостроенето е всяка кофражна система, елементите на която (кофражни платна) са с единична кофражна площ над 4 – 5 m². Като строителна система едроплощният кофраж има приложение в целия спектър на строителството с монолитен стоманобетон.
Основна характеристика на едроплощните кофражи е високата скорост на строителство с тях.

## История
Едроплощните кофражи се появяват в Германия в резултат на голяма необходимост от бързо строителство на многоетажни сгради в градовете в началото на 60-те години на 20 век.
Те са продукт на индустриална революция в строителството, в комплект със средства за механизиран транспорт (хоризонтален и вертикален), като кулокранове, хидробункери, кюбели за бетон, бетонпомпи, бетонови възли, миксери за бетон, вибротехника и др.
За развитието на едроплощните кофражи заслуга има масовото използване в производството на теорията за тънкостенните профили.
В началото на 70-те години на 20 век български строители от Техноекспортстрой започват работа в Германия с едроплощни кофражи на фирма NOE-Schaltechnik Georg Meyer-Keller GmbH+Ko, KG. Придобитият опит е приложен в България на обекти първо в Стара Загора и София. С тази технология се свързват успехите на ТЕС и други задгранични организации в Германия, Африка и Близък изток, както и развитието на монолитно индустриализирано строителство в България от Софстрой, ГУСВ и др.
Закупуването на лицензи от NOE и внедряването им в ЗЕК Пловдив довежда до масово прилагане на едроплощни кофражи в строителството в България през 80-те години.
От 1992 г. технологията се прилага успешно от Главболгарстрой в ОНД (Русия).
Появата на рамкови кофражи и кризата в България през 90-те бележи края на масовото им използване.

## Основни типове
- Кофражи за стени, колони и стълбищни клетки – универсален кофраж, комби 10, 20, 70
- Кофражи за плочи – чекмеджета комби 10, 20, маси с H-рамки

## Елементи
- Кофражни платна за стени
- Кофражни носещи скелета за стени – катерещи скелета, асансьорни платформи
- Кофражни платна за плочи – чекмеджета, маси
- Кофражни носещи скелета – конзоли, H-рамки
- Кофражни принадлежности за притягане, окрупняване, отвесиране, декофриране, обезопасяване
- Средства за декофриране и транспорт – транспортни колички, конзоли тип „патешка човка“ и др.

## История
Тунел кофражът е естествено продължение в развитието на едроплощните кофражи с приложение на типизирани опростени конструкции от хотелски тип за бързо строителство на многоетажни сгради. През 70-те г. на 20 век намира приложение в жилищното строителство в Германия, Франция и др.
В началото на 80-те г. на 20 век тунел кофраж от NOE-Schaltechnik се използва от Софстрой за строителство на високи сгради. По същото време тунел кофраж от Outinord  се прилага от МВР Тил в София.
Закупуването на лиценз от NOE и внедряването му от ЗЕК Пловдив в средата на 80-те довежда до експериментално строителство на жилищни сгради в Чепеларе, Хасково и др. Тунел кофражът е приложен в София от ГУСВ.
Появата на рамкови кофражи и кризата в България през 90-те бележи края на използването на тунел кофраж.

## Основни типове
- Кофражен тунел
- Кофражен полутунел
- Кофраж за стени – Масив 3000 и др.

## Елементи
- Кофражни платна за стени тунел – Масив 3000 или др.
- Кофражни платна за плочи
- Скелета за стени – катерещи скелета, асансьорни платформи
- Декофражни платформи за тунели
- Кофражни принадлежности за притягане, окрупняване, отвесиране, декофриране, обезопасяване
- Кофражни форми за изготвяне на бетонови дистанционни кръстове
- Техника за ускорено втвърдяване на бетона – инфрачервени излъчватели, калорифери и др.

## Системност
Тунел кофражът е с най-висока степен на системност от едроплощните кофражи, което ограничава областта му на приложение.
В сила от 1988 г. е типова проектна документация – СП-БМ.ТК'88.